# Catherine Lara en concert à l'Olympia
Catherine Lara en Concert est un album enregistré en public par Catherine Lara à l'Olympia en 1984.

## Chansons
- Famélique (C. Lara / E. Anaïs)
- Sales Gosses (C. Lara / P. Grosz)
- Johan (C. Lara / P. Grosz)
- T'es pas drôle (C. Lara / P. Grosz)
- L'Homme blanc (C. Lara / E. Anaïs)
- Fatale (C. Lara / E. Anaïs)
- Autonome (C. Lara / L. Plamondon)
- La Rockeuse de Diamants (C. Lara, C. Engel / E. Anaïs)
- Langage du Corps (C. Lara / P. Grosz)
- Coup de Feel (C. Engel / D. Boublil)
- Violon (C. Lara)
- La Craie dans l'Encrier (C. Lara / D. Boublil)

## Musiciens
- Laurent Roubach : Guitare
- Sylvain Marc : Basse
- Kirt Rust : Batterie
- Jean-Philippe Rykiel : Synthétiseurs
- Philippe Perattonère : Claviers
- Patrick Bourgouin : Saxophone
- Florence Davis : Choriste